# 영국 기상청
기상청(영어: Meteorological Office, 줄여서 Met Office)은 영국의 기상정보를 전담하는 국가 행정기관이다. 영국 사업·에너지·산업전략부 산하 기업형 책임운영기관으로 설립되어 있으며, 현 CEO는 2018년 12월 여성으로는 최초로 취임한 페넬로프 엔더스비이다. 1854년 설립되었으며, 본부는 영국 데번주 엑서터에 위치해 있다.
영국 기상청은 통상적인 일기예보부터 기후변화에 이르기까지 모든 규모를 통틀어 예보를 제작하는 업무를 담당하고 있다.

## 역사

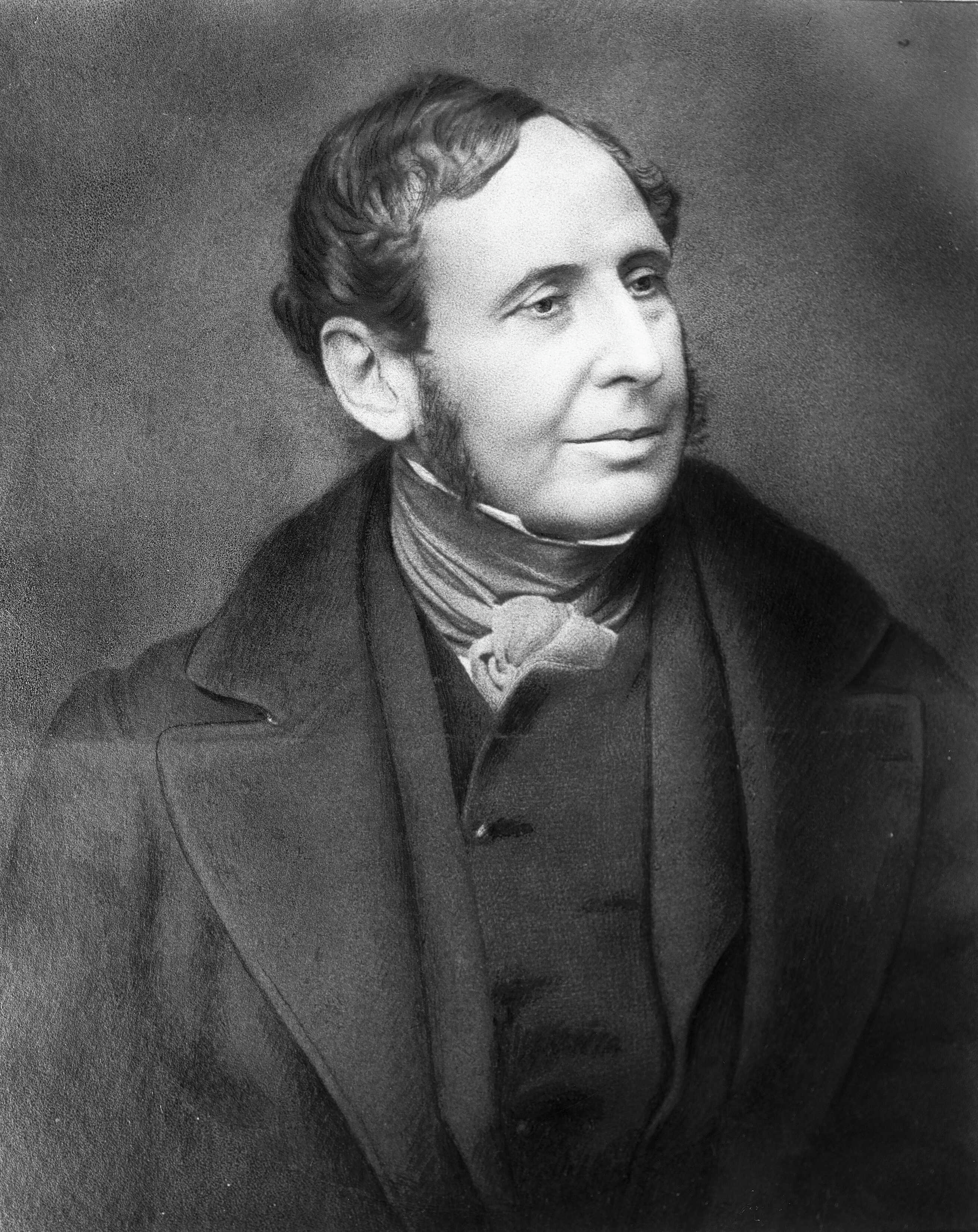
영국 기상청의 창설자 로버트 피츠로이 중장

1854년 영국 해군 소속 로버트 피츠로이 중장이 선원들을 위해 상무원 산하기관으로 설립한 것이 시초다. 1859년 10월 여객선 로열 차터가 앵글시 앞바다에서 큰 폭풍을 만나 좌초되어 승객 459명이 목숨을 잃는 사건이 발생한 것을 계기로, 세계 최초의 강풍 기상경보 발령 체계가 확립되었다. 15개 연안 관측소의 정보수집망을 바탕으로 바다를 항해하는 선박들에게 육안으로 강풍 경보를 전달하는 방식이었는데, 이 같은 체계 구축은 피츠로이 중장의 주도에 따른 것이었다.
이후 전보기술의 등장으로 신속한 경보 전달이 가능해졌고, 관측망의 발달로 종관기상분석을 활용할 수 있게 되었다. 1861년 영국 기상청은 기상예보를 각 신문에 제공하기 시작했다. 피츠로이는 큐 관측소에 설치되어 있던 기압계의 일일 측정을 요청하는가 하면, 이와 유사한 기압계나 다른 기상학적 변수를 지속적으로 측정할 수 있는 기계를 각 기상관측소에 보급하는 등 일기예보 제공을 위한 관측망 구축에 힘썼다. 기상청의 일기예보 배포 업무는 1866년 5월 피츠로이의 사망으로 잠시 중단되었다가 1879년 4월부터 다시 재개되었다.
제1차 세계 대전이 끝난 1919년 기상청은 영국 항공부 산하기관이 되었다. 당시 항공부 본부로 쓰이던 애더스트럴 하우스 옥상에서 날씨를 관측했었던 탓에 "항공부 옥상 날씨" (The weather on the Air Ministry roof)라는 표현이 생겨나기도 했다. 전간기 시기 항공용 기상정보의 수요가 증가하게 되자, 영국 기상청은 각 기상관측소와 자료수집처를 각 영국 공군기지 내로 이전하였다. 이는 오늘날까지도 영국 일기예보에서 군기지 명칭이 적잖게 언급되는 계기가 되었다. 1936년부터는 영국 해군 측에 제공하던 일기예보가 자체 제공으로 바뀌면서 관련 업무를 분할하기도 했다.
1990년 4월 민간부문 수요가 증가하면서 영국 국방부 산하 책임운영기관으로 독립, 준정부기관으로 바뀌게 되었다. 이후 정부부처 개편에 따라 2011년 7월 18일 영국 사업·혁신·기술부 산하로 들어갔으며, 2016년 7월 14일 기술부와 에너지부의 통합으로 사업·에너지·산업전략부 산하기관으로 바뀌면서 지금에 이른다.
현재는 국방부 소속이 아니지만, 영국 국내외의 공군·육군기지 내 일선 사무국을 두고, 영국 해군과 협력하여 합동작전기상해양센터 (JOMOC)를 꾸리는 등 여전히 군 당국과의 긴밀한 연계를 유지하고 있다. 영국 기상청 소속인 동시에 영국 공군 예비역으로 구성되는 전담부서인 기동 기상단 (MMU)은 전투 환경을 자문하기 위해 전방부대와 동행하고 있다.

## 본부

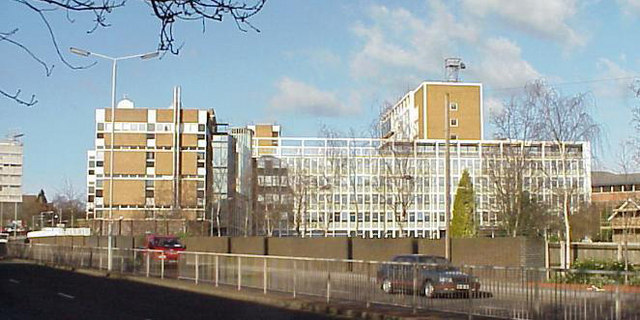
영국 버크셔주 브랙널의 옛 기상청 본부. 지금은 철거됐다.

영국 기상청 본부는 원래 버크셔주 브랙널에 있었으나 2003년 9월 엑서터 비즈니스 파크의 신축건물로 이전하였다. 8000만 파운드의 공사비가 들어간 이건물은 기상청 창설 150주년을 몇 주 앞둔 2004년 6월 21일 공식 개관하였다. 당시 개관식에는 로버트 메이 영국 왕립학회장이 참석했다.
이밖에도 스코틀랜드 애버딘에 기상예보 센터를, 지브롤터와 포클랜드 제도에 사무국을 두고 있다. 버크셔주 리딩 대학교에는 MetOffice@Reading 센터를, 옥스퍼드셔주 월링퍼드에는 수력기상 연구 통합센터 (JCHMR)를, 영국 전역과 세계 각지에 파견된 영국 육군 및 공군기지에 기상청 사무국을 두고 있다. 영국 해군에서 사용하는 기상예보의 경우 영국 기상청이 아닌 해군 내 자체 관련부서에서 제공받는다.

## 기상예보 서비스

### 어업 기상예보
브리튼 제도 인근 해역을 지나는 어선과 선박들을 대상으로 어업 기상예보를 제작하고 있으며, BBC 라디오 4에서 방송을 맡는다.

### 일기예보
영국 기상청은 국가 기상특보 서비스 (NSWWS)를 통해 영국 내 기상특보를 발령하고 있다. 특보 발령의 목적은 영국의 교통 기반시설에 악영향을 끼치고 국민의 생명을 위협할 만한 기후현상을 알리는 데 있다. 2008년 3월 특보체계를 한층 개선하여 '경보' (Advisory) 단계가 추가되는 등의 변화가 있었다.
2015년 9월에는 '우리의 폭풍 이름 짓기' (name our storms) 프로젝트를 발족했다. 이 프로젝트의 목표는 영국과 아일랜드에 상륙하는 폭풍을 대상으로 일반에 명칭을 공모하여 권위있는 명명체계를 수립하는 데 있었다. 그해 11월 10일 처음으로 지어진 폭풍 이름은 '애비게일' (Abigail)이었다.

## 같이 보기
- 로버트 피츠로이
- 기상청